# Johannes Reichmayr
Johannes Malick Matthias Reichmayr (* 8. März 1947) lebt in Wien und arbeitet als Psychoanalytiker, Psychologe und Wissenschaftshistoriker. 

## Leben
Reichmayr studierte Psychologie an der Universität Salzburg, war später Mitarbeiter von Igor Alexander Caruso an der Universität Salzburg und von Klaus Ottomeyer an der Universität Klagenfurt. Mitarbeiter des „Biographischen Lexikons der Psychoanalyse“ von Elke Mühlleitner, erschienen in der edition diskord (Tübingen) 1992. Seit 2005 stellvertretender Studiengangsleiter für das Magisterstudium und Abteilungsleiter für transkulturelle und wissenschaftsgeschichtliche Forschung in der Psychotherapie an der Sigmund Freud PrivatUniversität (SFU) in Wien, dort seit November 2009 auch Dekan für die fremdsprachigen und ausländischen Programme. Arbeiten zur Geschichte der psychoanalytischen Bewegung und zur Ethnopsychoanalyse. Habilitierte sich mit der Spurensuche in der Geschichte der Psychoanalyse, die dann auch – mit einem Vorwort von Paul Parin – bei Fischer publiziert wurde. Psychoanalytische und psychosoziale Praxis mit Migranten und Exilanten vor allem aus Ländern des südsaharischen Afrika. Verwaltet und bearbeitet Archiv und Nachlass von Paul Parin.
Reichmayrs Buch Ethnopsychoanalyse wurde in die Liste der 100 Meisterwerke der Psychotherapie aufgenommen.

## Publikationen
- (Hg. mit Karl Fallend): Siegfried Bernfeld oder Die Grenzen der Psychoanalyse. Materialien zu Leben und Werk. Frankfurt am Main (Stroemfeld/Nexus) 1993.
- Spurensuche in der Geschichte der Psychoanalyse. Mit einem Vorwort von Paul Parin. Frankfurt am Main (Nexus Verlag) 1990, Frankfurt am Main (Fischer Taschenbuch Verlag) 1994.
- Einführung in die Ethnopsychoanalyse. Geschichte, Methoden und Theorien. Frankfurt am Main (Fischer Taschenbuch Verlag) 1995.
- (Hg. mit Elke Mühlleitner): Otto Fenichel: 119 Rundbriefe. Frankfurt/Main (Stroemfeld) 1998.
- Ethnopsychoanalyse. Geschichte, Konzepte, Anwendungen. Gießen (Psychosozial-Verlag) 2003.
- (gem. mit Ursula Wagner, Caroline Ouederrou, Binja Pletzer): Psychoanalyse und Ethnologie. Biographisches Lexikon der psychoanalytischen Ethnologie, Ethnopsychoanalyse und interkulturellen psychoanalytischen Therapie. Gießen (Psychosozial-Verlag) 2003.
- (Hg. mit Michael Reichmayr und Willem van den Broek): Paul Parin Anthologie. Psychoanalyse, Ethnopsychoanalyse, Kulturkritik. Gießen (Psychosozial-Verlag) 2004.

## Einzelnachweis
1. ↑  Alfred Pritz (Hg.): Einhundert Meisterwerke der Psychotherapie. Wien, New York 2008, 167 ff.